# Щит судді
Щит судді (англ. Judge's Shield) — екран ігрового майстра, створений Judges Guild у 1977 році для фентезійної рольової гри Dungeons & Dragons, перший такий екран, який було опубліковано.

## Зміст
«Щит судді» — це ігровий екран, розроблений для використання в новій рольовій грі Dungeons &amp; Dragons (1974) від TSR. Він був розроблений для розміщення між ігровим майстром і гравцями, щоб зберегти таємницю інформації ігромайстра, а також приховати будь-які кидки кубиків, зроблені ним. «Щит судді» був першим екраном ігрового майстра, який продавався комерційно.

## Історія видання
«Щит судді» був опублікований Judges Guild у 1977 році у вигляді трьох карток. Три частини картону розміром 8,5 x 11 дюймів (приблизно 21,59 x 27,94 см) було спроектовано для склеювання разом, щоб утворити трипанельний екран, дві зовнішні частини — у вертикальній (портретній) орієнтації, а середня частина — у горизонтальній (альбомній) орієнтації. Така конструкція полегшувала майстру гри огляд середньої частини. «Щит судді» мав таблиці по обидва боки екрану, з інформацією, що стосується гравців, з їхнього боку, та інформацією для ігромайстра з іншого боку. Інформація містила «матриці атак з мінусовими класами броні, рятівні кидки, удари та пошкодження зброї, пріоритет зброї, фантазмові сили, зустрічі, очки досвіду та рівні, збірник статистики монстрів». «Щит судді» виявився популярним предметом, і менш ніж через рік після його появи він став другим найбільш продаваним продуктом Гільдії суддів.:191
Judges Guild почала публікацію оригінальних матеріалів у форматі підписки, і «Щит судді» (1977) був першим оригінальним матеріалом, який вони випустили поза межами своєї системи підписки — після перевидання City State та Ready Ref.
У 1979 році Judges Guild також створила екран для науково-фантастичної рольової гри Traveler від Game Designers Workshop, а в 1980 році — версію для RuneQuest.

## Відгуки
Дон Тернбулл переглянув «Щит судді» для White Dwarf № 3. Тернбулл прокоментував: «Ці панелі містять майже всю інформацію, необхідну майстру гри та гравцям під час гри. До того ж вони значно довговічніші за готові довідкові аркуші. Якщо ви не придумали власних, це важливо для будь-якого серйозного ігрового майстра».